# إليري وليامز
إليري وليامز (بالإنجليزية: Ellery Williams)‏ هو لاعب كرة قدم أمريكية أمريكي، ولد في 20 مارس 1926 في سانت لويس في الولايات المتحدة، وتوفي في 7 مارس 2017.

## وصلات خارجية
- إليري وليامز على موقع مرجع كرة القدم المحترفة.كوم (الإنجليزية)